# Sayaka Hirano
Sayaka Hirano (Japans: 平野 早矢香, Hirano Sayaka) (Kanuma, 24 maart 1985) is een Japans tafeltennisspeelster.
Zij won als lid van de nationale vrouwenploeg brons in de landentoernooien van de wereldkampioenschappen in Doha 2004, Bremen 2006 en in Kanton 2008. Tevens schreef de rechtshandige shakehand-speelster in 2006 zowel haar eerste enkel- als dubbelspeltoernooi op de ITTF Pro Tour op haar naam.
Hirano bereikte in juli 2010 haar hoogste positie op de ITTF-wereldranglijst, toen ze dertiende stond.

## Sportieve loopbaan
Hirano maakte haar debuut op het internationale (senioren)circuit in 2001, waarin ze in Osaka voor het eerst aan een WK deelnam en in Engeland, Denemarken en Japan haar eerste toernooien in het kader van de ITTF Pro Tour speelde. Vijf jaar later won de Japanse hierop zowel haar eerste internationale enkel- als dubbelspeltitel.

## Erelijst
Belangrijkste resultaten:
- Brons landentoernooi wereldkampioenschappen 2004, 2006 en 2008
- Laatste 32 enkelspel WK 2005 en 2007
- Laatste 32 enkelspel Olympische Zomerspelen 2008

ITTF Pro Tour
Enkelspel:
- Laatste zestien enkelspel ITTF Pro Tour Grand Finals 2006 en 2007
- Winnares India Open 2010
- Winnares Duitsland Open 2009
- Winnares Servië Open 2006
- Verliezend finaliste Japan Open 2009

Dubbelspel:
- Kwartfinale dubbelspel ITTF Pro Tour Grand Finals 2006 en 2007
- Winnares Japan Open 2009 (met Reiko Hiura)
- Winnares Oostenrijk Open 2007 (met Ai Fukuhara)
- Winnares Polen Open 2006 (met Reiko Hiura)
- Verliezend finaliste China Open 2007 (met Saki Kanazawa)
- Verliezend finaliste Zweden Open 2007 (met Haruna Fukuoka)
- Verliezend finaliste Brazilië Open 2006 (met Ai Fujinuma)
- Verliezend finaliste Chili Open 2006 (met Ai Fujinuma)
- Verliezend finaliste Servië Open 2006 (met Ai Fujinuma)

- Virtual International Authority File: 8052150869813122190006